# Heinrich Friedrich von der Pfalz

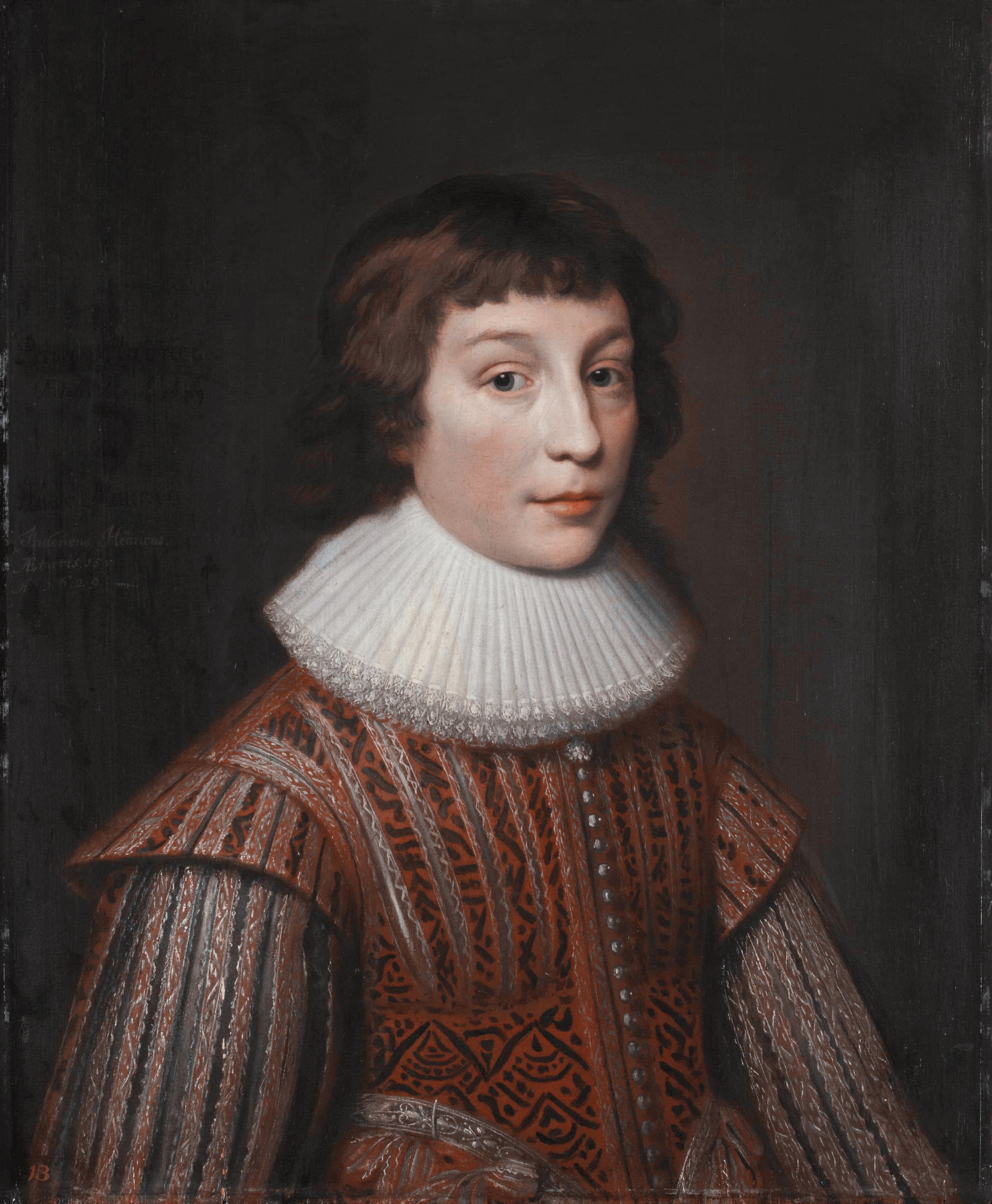
Bildnis von Prinz Heinrich Friedrich von der Pfalz

Heinrich Friedrich von der Pfalz (* 1. Januar 1614 in Heidelberg; † 17. Januar 1629 in der Nähe von Haarlem ertrunken, Grabstätte im St. Vinzent-Kloster oder in der Prinzenkirche in ’s-Gravenhage, Niederlande) war ein Kurprinz der pfälzischen Nebenlinie Pfalz-Simmern des Hauses Wittelsbach. Er war der Sohn des böhmischen Winterkönigs Friedrich V. von der Pfalz und dessen Ehefrau Elizabeth Stuart.

## Leben
Heinrich Friedrich wurde als das erste von dreizehn Kindern und ältester Sohn des Winterkönigs Friedrich und dessen Ehefrau, der englischen Prinzessin Elisabeth Stuart, am 1. Januar 1614 in Heidelberg geboren. Mit hoher Wahrscheinlichkeit wurde er nach seinem früh verstorbenen Onkel mütterlicherseits benannt, zu dem seine Mutter eine tiefe, loyale Bindung hatte. Durch seine Mutter war Heinrich Friedrich das erste Enkelkind seines Großvaters Jakob I., König von England, Schottland und Irland. Über seinen Vater war er dynastisch mit den beiden Häusern Wittelsbach und Oranien verbunden. Während seines kurzen Lebens wurde Heinrich Friedrich Zeuge von der kurzen Herrschaft seiner Eltern über das Königreich Böhmen in den Jahren 1619 und 1620 sowie den ersten Jahren im niederländischen Exil. Hier wuchs er mit seinen zahlreichen Geschwistern bei seinen Eltern in Den Haag auf.
Am 17. Januar 1629, wenige Wochen nach seinem 15. Geburtstag, ertrank er auf dem Weg nach Amsterdam im Haarlemmermeer bei dem Versuch, ein gefangengesetztes spanisches Schatzschiff zu sehen.

## Geschwister
1. Karl Ludwig (1617–1680), Kurprinz und nachmaliger Kurfürst von der Pfalz;
2. Elisabeth (1618–1680), seit 1667 Äbtissin in Herford (Westfalen);
3. Ruprecht (1619–1682), seit 1643 Duke of Cumberland, britischer Admiral;
4. Moritz (1621–1652);
5. Louise Maria „Luise-Hollandine“ (1622–1709), seit 1664 Äbtissin in Maubuisson;
6. Ludwig (1623–1623);
7. Eduard (1625–1663) ⚭ 1645 Anna Gonzaga (1616–1684), Prinzessin von Nevers, Mantua und Monferrat;
8. Henriette Marie (1626–1651) ⚭ 1651 Sigismund II. Rákóczi (1622–1652), Graf von Mongatsch;
9. Philipp (1627–1650), lothringischer Reiteroberst;
10. Charlotte (1628–1631);
11. Sophie (1630–1714) ⚭ 1658 Ernst August, Kurfürst von Hannover;
12. Gustav Adolf (1632–1641).